# Bohemian Club
Bohemian Club je tajno društvo u San Franciscu koji čine pripadnici američke i svjetske političke i gospodarske elite. Pripadnici kluba poznati su po godišnjem tajnovitom okupljanju u šumama Redwoodsa na kojima prakticiraju rituale crne magije i drugih oblika okultizma.
Pojedini američki predsjednici poput Richarda Nixona, Ronalda Reagana, Georgea Busha, diplomata Henryja Kissingera, visoki politički dužnosnici (senatori, guverneri Federalnih rezervi), bankari i poduzetnici bili su istaknuti članovi Kluba.
Klub su 1872. u valu boemizma koji je zahvatio SAD još 1850-ih osnovali novinari, većim dijelom ratni izvjestitelji iz Američkog građanskog rata, radi stvaranja bratske povezanosti i povezivanja umjetnika, kulturnih djelatnika i osoba iz javnog života.
Krajem 19. stoljeća umjetnike zamjenjuju poduzetnici i političari te Bohemian Club iz gospodskog kluba (Gentelman's Club) prelazi u tajno društvo i postaje nedostupno javnosti. Takav oblik zadržalo je do danas. Iako je popis članova nedostupan javnosti, za mnoge se političare i poduzetnike pouzdano zna za članstvo.